# Альяжів стовп
| native_name= 
| image               = 
| caption       = 
Альяжів стовп (словен. Aljažev stolp) або Триглавський стовп (словен. Triglavski stolp) — це вежа, притулок від бурі, та тригонометричний пункт на вершині гори Триглав на північному заході Словенії . Разом з Триглавом він є пам'яткою Словенії і символом словенства. Башту розробив та збудував Якоб Альяж, священик у селі Довє, Верхня Крайна. Сьогодні вона належить державі, утримується Люблянський альпіністським клубом Матіца і стоїть на ділянці общини Бохінь. 

## Історія
На початку 1895 року, сподіваючись утримати підвищений інтерес іноземців до словенських гір, Альяж склав крейдою на підлозі своєї кімнати в парафії Довє плани про циліндричну вежу з прапором на вершині.  У квітні того ж року він придбав вершину гори Триглав за 1 австро-угорський гульден у тодішнього муніципалітету Довє. Зробивши це, він забезпечив собі право зводити будівлю на власній нерухомості [4]. Башта була побудована з залізної та оцинкованої листової сталі Антоном Белецем з Шентвіда під Любляною. Він і чотири працівники привезли частини вежі до вершини Триглава і разом 7 вересня 1895 р. збудували башту лише за п'ять годин. Церемонія відкриття і благословення відбулися в невеликому колі 22 серпня того ж року. 
Альяж передав притулок Словенському альпіністському товариству . На початку всередині були три чотириногі стільці, реєстр вершин, духова піч і картина The Triglav Panorama (Марко Пернхарт) . Пізніше його кілька разів перефарбували і відремонтували. У комуністичну епоху, як найвища точка колишньої Югославії, він була пофарбований в червоний колір і прикрашений червоною зіркою. . Проте він більш-менш зберіг свій первісний вигляд . Зірка була знята незадовго до розпаду Югославії . Після проголошення Словенської незалежності в червні 1991 року прапор Словенії був урочисто піднятий на вежі . 5 жовтня 1999 року вежа та її найближчі околиці були проголошені місцем національного культурного значення для Словенії .
Башта була знята з вершини вертольотом для відновлення 7 вересня 2018 року. 

## Галерея

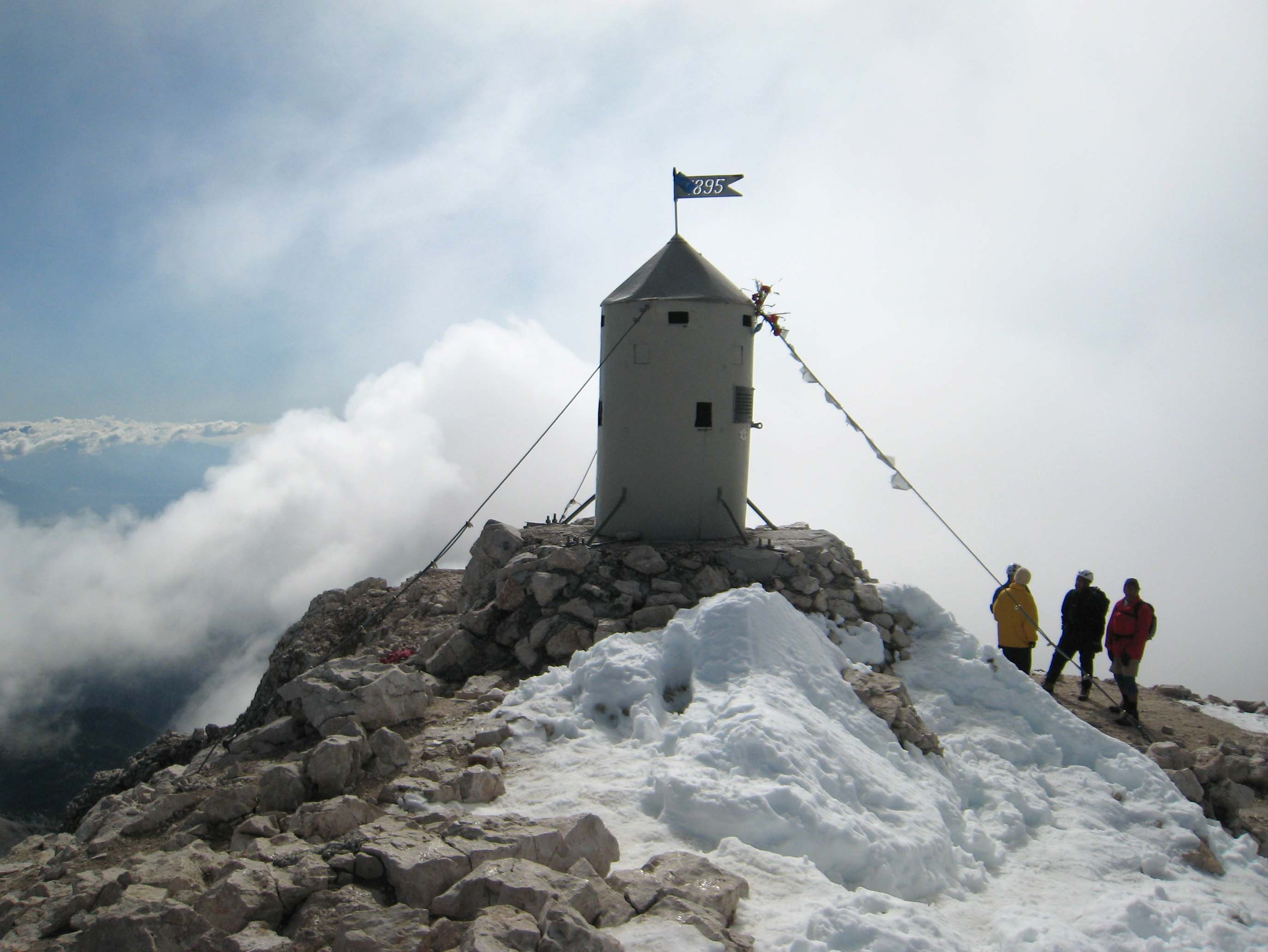
Вигляд зовні
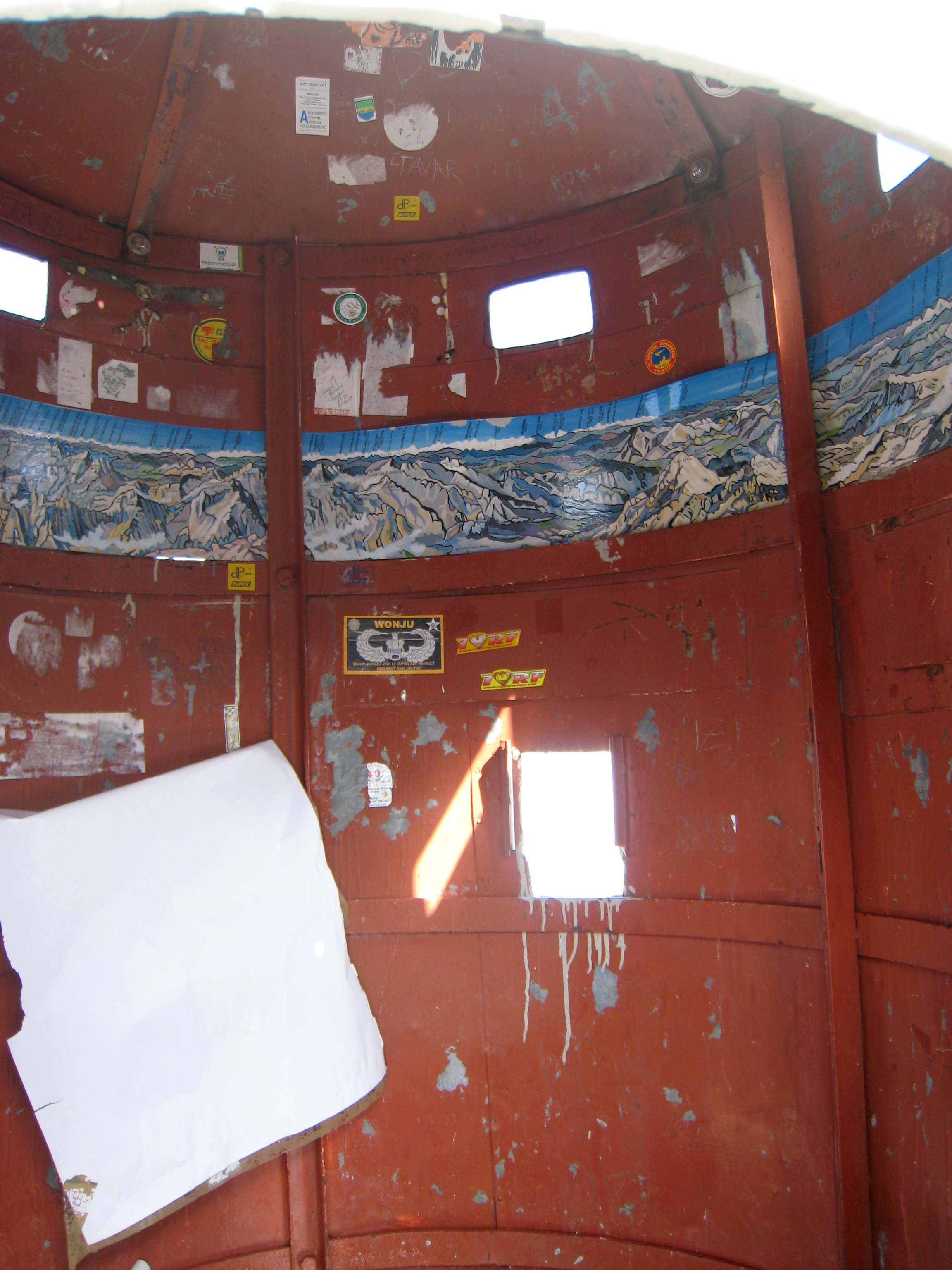
Вигляд всередині стовпу